# Хомич Альона Андріївна
Альона Андріївна Хомич (рос. Алёна Андреевна Хомич; народилась 26 лютого 1981 у м. Первоуральську Свердловської області, Росія) — російська хокеїстка, захисник. Виступає за «СКІФ» (Нижній Новгород). Майстер спорту міжнародного класу.
Почала займатися хокеєм у 10 років під керівництвом Заслуженого тренера Росії Володимира Копитова. В ХК «СКІФ» з 2007 року.
Чемпіонка Росії, бронзовий призер чемпіонату світу 2001, володар Кубка Європейських чемпіонів (2009). Учасниця зимових Олімпійських ігор 2002 у Солт-Лейк-Сіті, зимових Олімпійських ігор 2006 у Турині і зимових Олімпійських ігор 2010 у Ванкувері.
Закінчила Уральську державну академію фізичної культури (УДАФК) за спеціальністю «Тренер–педагог фізичної культури».